# El Campillo (Valladolid)
El Campillo egy község Spanyolországban, Valladolid tartományban. El Campillo Medina del Campo, Rubí de Bracamonte, Velascálvaro, Brahojos de Medina, Nueva Villa de las Torres és Villaverde de Medina községekkel határos. Lakosainak száma 198 fő (2024).

## Népesség
A település népessége az utóbbi években az alábbiak szerint változott:
| Lakosok száma | 244  | 239  | 245  | 241  | 230  | 229  | 225  | 222  | 202  | 198  |
|               | 2001 | 2004 | 2007 | 2009 | 2012 | 2014 | 2017 | 2019 | 2022 | 2024 |